# Вольф, Лейзер Менделевич
Ле́йзер Ме́нделевич Во́льф (идиш לײזער װאָלף‎, настоящая фамилия — Ме́клер; 12 января 1909, Вильна, Российская империя — 1943, близ Самарканда, СССР) — еврейский поэт, прозаик, один из основателей литературной группы «Юнг Вилне», сторонник территориализма. Писал на идише.

## Биография
Родился 12 января (по старому стилю) 1909 года в Вильне четвёртым ребёнком в бедной семье маляра Менделя Ароновича Меклера (1875, Куренец — не ранее 1924) и Иты Мееровны Ковальской. В 1924 году семья жила на Вилькомирской улице, дом № 28. Окончил шесть классов еврейской народной школы, при этом прогуливал практически все занятия за исключением уроков литературы, однако из-за постоянных финансовых трудностей в семье не смог продолжить обучение и начал помогать отцу. Позже выучился на перчаточника.
Начал писать стихи во время учёбы в школе, а в шестнадцать лет в газете «Литерарише блетер», издававшейся в Варшаве, опубликовал первое стихотворение — «Зеленеющая радость» (1926). Практически еженедельно, с конца 1920-х до 1940 года, печатался в газете «Вилнер тог», в 1934—1936 годах был соредактором виленских изданий группы «Юнг Вилне», в которой был одним из виднейших деятелей; публиковался в Польше в сборниках «Ди бин», «1000 йор Вилне», в Нью-Йорке — в литературных изданиях «Цукунфт», «Ин зих», "«Форвертс», минском журнале «Штерн», белостокской газете «Бялостокер штерн» и др.
Практически до конца 1939 году Вольф проживал в Вильно, затем переехал в Белосток, где оставался до марта 1940 года, Днепропетровске, с осени 1940 года — в Новомосковске. В это время из-за сложных бытовых и финансовых условий практически не занимался писательской деятельностью. Летом 1941 года уехал в эвакуацию в Узбекистан, где работал на разных фабриках и в колхозах; умер от голода в колхозе в 70 км от Самарканда.
Брат — архитектор Хаим Менделевич Меклер.

## Творчество
Для поэзии Вольфа характерны сатира и пародия, горькая ирония над действительностью, граничащая с «антиромантизмом». Пёстрые, стремительно сменяющие друг друга образы поэт искусно сочетает с чёрным юмором, гротеском и откровенным издевательством.

### Поэтические сборники
- «Шварце перл» («Черные жемчуга», Вильнюс, 1939);
- «Лирик ун сатире» («Лирика и сатира», Москва, 1940);
- «Ди бройне бестие» («Коричневая бестия», Москва, 1943);
- «Лидер» («Стихи», 1955, посмертно).

### Отдельные произведения
- Баллады и поэмы: «Эрдиш» («Земное»), «Менахем Мендл ун Шейне Шейндл», «Тевье дер милхикер» («Тевье-молочник»), «Эйропеише сонетн» («Европейские сонеты»), «Эвигинга» (подражание «Песне о Гайавате» Г. У. Лонгфелло);
- Драматургия: комедия «Мотке Хабад» (Белосток, 1940), драматические поэмы «Дритер тейл Фауст» («Третья часть Фауста»), «А малех ойф дер эрд» («Ангел на земле») и др.;
- Романы: «Мизрех ун майрев» («Восток и Запад», Вильнюс, 1939) и др.

## Интересные факты
- Авром Суцкевер упоминает Лейзера Вольфа в своём стихотворении Wooden Steps («Деревянные ступени»)[10] и посвящает ему целую элегию («Лейзеру Вольфу»)[11].
- В поэзии Майкла Астура также есть произведение «Лейзер Вольф»[11].